# إسماعيل محمود
إسماعيل محمود (1950-2019)، ممثل مصري صعيدي الأصل ولد بالإسكندرية.

## حياته
ينتمي إلى قرية العتامنة مركز طما محافظة سوهاج، تحول من دراسة القانون إلى معهد الفنون المسرحية لدراسة الدراما. بدأ «إسماعيل» التمثيل عندما اشترك في برنامج للأطفال عندما كان صغيرا، لكن بدايته الحقيقية كانت عندما لعب عدة أدوار صغيرة في عدة أعمال فنية تعرف عليه الجمهور من خلالها منها، فيلم «حد السيف» عام 1986، والمسلسل التلفزيوني «غوايش» عام 1987. توالت بعدها أعماله التي حققت له المزيد من الشهرة والنجاح بسبب إيجادته في تجسيد الشخصيات المختلفة، ومن أشهر اعماله دوره في مسلسل «ليالي الحلمية» الذي جسد فيه شخصية زاهر سليمان غانم.

## وفاته
توفي في الساعات الأولى من صباح يوم الأحد 7 أبريل 2019 بمسقط رأسه بمدينة الإسكندرية إثر وعكة صحية تعرض لها، وذلك عن عمر يناهز الـ 69 عاما، وفق ما ذكرت نقابة المهن التمثيلية.

## أعماله

### مسلسلاته
| - صاحب السعادة 2014. الحاج ماضي - ميراث الريح 2013 - بالأمر المباشر 2012 - كاريوكا 2012. علي النيداني - بنات x بنات 2012 - بشرى سارة 2009. حسني - حقي برقبتي 2009.صديق سيد - المصراوية (ج2) 2009 | - أيام الرعب والحب 2008 - سفير النوايا الحسنة 2007 - أحزان مريم 2006. الخال عامر - قناديل البحر 2005 - فريسكا 2004. مكرم - حدث في الهرم 2004 - القرار الاخير 2004 | - كناريا وشركاه 2003 . صلاح الفوأخرى - العصيان (ج1، 2) 2002، 2003 .عاصم الغرباوي - أمشير 2000 - أم كلثوم 1999.محمود الشريف - سر الأرض 1998 - زيزينيا (ج 1) 1997 - لا 1994 | - أيام المنيرة 1994 - أرابيسك 1994 - الثعلب 1993 . ضابط بالمخابرات المصرية - الوعد الحق 1993 أبن ملك الحبشة - ومازال النيل يجري 1993 - شارع المواردي الجزء الأول 1990 - ليالي الحلمية (ج2، 3، 4، 5) 1988، 1989، 1992، 1995 . زاهر سليمان غانم | - غوايش 1986 - محمد رسول الله ج (5) 1985 - الكعبة المشرفة 1981 - محمد رسول الله إلى العالم 1979 - على هامش السيرة 1978 - أوراق مصرية ج1 - الأبطال ج2 - أحزان مريم (مسلسل) 2006. |

### أخرى
- عصافير النيل 2010 ضيف شرف
- مطاردة في الممنوع 1993
- مشوار عمر 1986
- حد السيف 1986الخطيب
- القطط السمان 1978
- ان فاتك الميري. سهرة تلفزيونية

## وصلات خارجية
- إسماعيل محمود على موقع الدهليز
- إسماعيل محمود على موقع قاعدة بيانات الأفلام العربية